# Nekrodziedzictwo
Nekrodziedzictwo – pojęcie pochodzi od greckiego słowa nekrόs (νεκρός), oznaczającego martwe ciało, ciało martwego człowieka, zwłoki i zmarłego, a w kontekście nekrodziedzictwa także wydobyte z przestrzeni grzebalnej i zachowane w różnej postaci szczątki (osoba ekshumowana / szczątki ekshumowane) oraz łacińskiego hereditas – dziedzictwo, spadek; to, co po nas pozostaje. Termin  stworzony został przez polską historyczkę i metodolożkę nauk humanistycznych prof. Ewę Domańską w kontekście badań ludobójstwa i ekobójstwa oraz analiz globalnego zjawiska jakim są, prowadzone od końca lat 70. XX wieku, ekshumacje polityczne szczątków ofiar masowych zbrodni. Nekrodziedzictwo to pole badań, które łączy nauki humanistyczne, społeczne, sądownicze, przyrodnicze i wiedze lokalne/ indygeniczne. Często stanowi odpowiedź na problemy polityczne, społeczne i historyczne oraz inspirację dla refleksji nad kondycją ludzką. 

## Przedmiot badań
W centrum zainteresowania nekrodziedzictwa stoją badania martwego ciała i szczątków rozumianych jako dziedzictwo kulturowo-naturalne. Nekrodziedzictwo ma na celu upodmiotowienie szczątków - występuje przeciwko instrumentalnemu ich traktowaniu jako przedmiotów czy zasobów, a proponuje ujmowanie szczątków jako residuum (fizycznej pozostałości) po istnieniu zarówno człowieka w sensie indywidualnym, jak i zbiorowym – ludzkości (także w sensie gatunkowym). Szczególną uwagę zwraca się na etyczne traktowanie szczątków (godność, szacunek, „prawa zmarłych”), przy uwzględnieniu specyficznych dla danej kultury i czasu reguł religijnych i duchowych aspektów ich roli i funkcjonowania (w sensie fizycznym i symbolicznym).
Nekrodziedzictwo obejmuje takie kwestie, jak: odsłanianie grobów, ekshumacje, wykorzystanie szczątków w badaniach naukowych, repatriacje, przechowywanie, eksponowanie w przestrzeni publicznej (szczególnie w muzeach), ochronę przed instrumentalnym wykorzystaniem, profanację, praktyki pogrzebowe, a także opiekę i upamiętnianie miejsc masowych mordów, pochówków i cmentarzy. W zależności od kontekstu, ważny jego aspekt stanowi także dziedzictwo szczątków zwierzęcych i roślinnych. Ma to znaczenie zarówno dla badań ekosystemu grobu, jak i dla jego kultury materialnej, zwłaszcza wtedy, gdy badania dotyczą społeczności indygenicznych, w kosmogonii których zwierzęta, obiekty naturalne (rzeki, góry itd.) i rzeczy są postrzegane w kategoriach pokrewieństwa, należą do rozszerzonej rodziny i traktowane są jako osoby.
W aspekcie ekologicznym nekrodziedzictwo podkreśla, że życie na ziemi ma humiczne podstawy, tj. jest głęboko związane z humusem (łac. humus  - gleba, ziemia), który zawiera szczątki organiczne, w tym ludzkie. Zaznacza zatem rolę gleby jako medium, które dzięki procesom takim jak dekompozycja zapewnia ciągłość życia na Ziemi, poprzez recykling materii i energii w przyrodzie.
W perspektywie długiego trwania, nekrodziedzictwo może zainteresować się przyszłością gatunku ludzkiego, na przykład zmianami zachodzącymi w ludzkim ciele i spowolnieniem procesów naturalnej dekompozycji ze względu na spożywanie żywności z dużą ilością chemicznych konserwantów, obecnością mikroplastiku w ciele, obecnością szczątków ludzkich w plastiglomeratach, a także wpływem nowych form pochówku (kompostowanie zwłok, akwamacja, diamenty pamięci) zarówno na zmianę rozumienia człowieka i kultury, jak i na ich odmienny (od kremacji czy inhumacji) wpływ na środowisko. Pozwala także spojrzeć na groby masowe jako archiwa genów czy biozasoby do wykorzystania, a także rozważać pamięć gleby (w ujęciu gleboznawstwa – nekrosole).